# Remove before flight

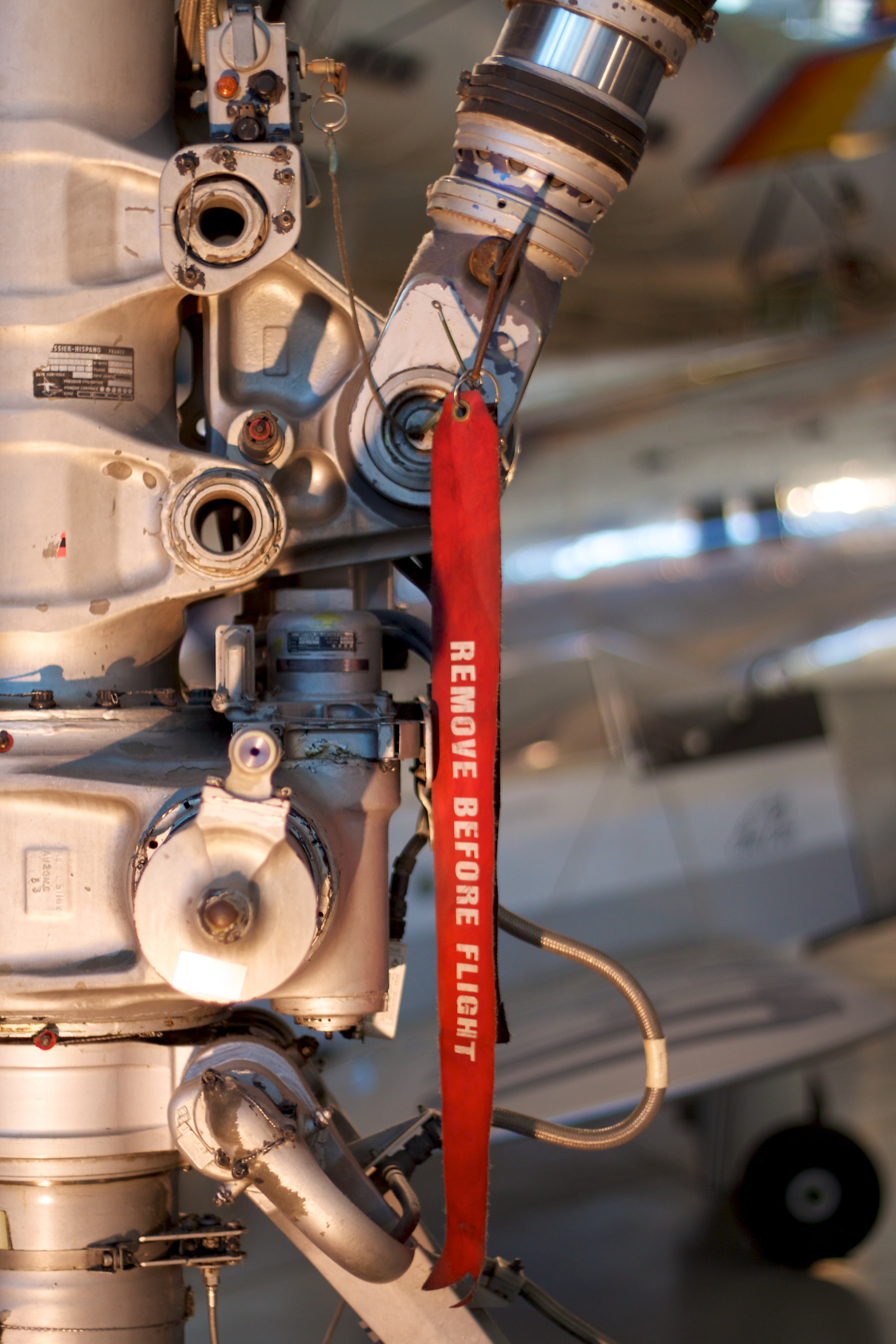
Stužka Remove before flight na podvozku Concorde

Remove before flight, v českém překladu odstranit před letem, je bezpečnostní varování, které se často vyskytuje na odnímatelných součástech letadel a kosmických lodí, obvykle ve formě červené pásky. Varování označuje, že se jedná pouze o zařízení, jako je ochranný kryt nebo kolík zabraňující pohybu mechanických částí, které musí být před letem odstraněno. U malých letadel to může zahrnovat kryt Pitotovy trubice nebo zámek ovládání. Varování se používá pouze v angličtině. 
Komponenty, které musí být před startem odstraněny, jsou často označovány jako „red tag items”. Pozemní posádka bude mít obvykle před odletem kontrolní seznam pro jejich odebrání. Některé kontrolní seznamy vyžadují, aby byla ke kontrolnímu seznamu připojena páska nebo značka, aby se ověřilo, že byla odstraněna. Neodstranění označené části způsobilo v historii letecké havárie, například letu 603 společnosti Aeroperú.
S tímto motivem je běžné vidět klíčenky, trička, visačky na tašky, opasky a další podobné výrobky, zejména pro lidi, kteří pracují v letectví nebo se o něj zajímají.